# Двокігтева черепаха
Двокігтева черепаха (Carettochelys insculpta) — єдиний представник черепах роду Двокігтева черепаха, який у свою чергу натепер є єдиним існуючим родом (ще три вимерли) родини Двокігтеві черепахи. Має 2 підвиди. Інша назва «свиноноса черепаха».

## Опис
Загальна довжина сягає 50—70 см, вага 20—23 кг. Спостерігається статевий диморфізм — самці довші за самиць. Голова товста, ніс нагадує рило свині. Звідси інша назва цієї черепахи. Панцир плаский, округлий або куполоподібний. На відміну від інших м'якотілих черепах її кістяковий панцир зберігся повністю. Крайові кістяні пластинки з'єднані з реберними. Суцільний черевний щит не має центрального хрящового поля, чіпко з'єднаний зі спинним. Лапи мають ластоподібну форму на кшталт морських черепах. Кожна така лапа наділена двома кігтями. Звідси походить наукова назва цієї родини, роду та виду. На рогових щелепах немає шкіряних виростів.
Панцир має сірий або оливковий колір, пластрон забарвлено у кремовий колір.

## Спосіб життя
Полюбляє водойми, до яких добре пристосована. Активна як вдень, так й вночі. Значно частину життя проводить у воді. Живиться рибою, комахами, ракоподібними, молюсками, фруктами, рослинами.
Статева зрілість у самців настає у 16 років, у самиць — 18. Вони відкладають яйця в кінці сухого сезону на піщаних берегах річок. Це єдина черепаха, яйця якої вилуплюються саме у воді.

## Розповсюдження
Мешкає на острові Нова Гвінея.

## Підвиди
- Carettochelys insculpta insculpta
- Carettochelys insculpta canni